# C/2013 A1 (Макнота)
C/2013 A1 — комета, открытая 3 января 2013 года Робертом Макнотом в обсерватории Сайдинг-Спринг.
Комета была открыта Макнотом с помощью 0,5-метрового зеркально-линзового телескопа Шмидта. В архиве Каталинского небесного обзора были быстро найдены более ранние изображения кометы, начиная с 8 декабря 2012 года. На время открытия комета была на расстоянии 7,2 а. е. от Солнца. Предположительно, комета прибыла из облака Оорта.

## Риск столкновения с Марсом
Из 74-дневных наблюдений за траекторией следовала небольшая вероятность столкновения кометы с Марсом 19 октября 2014 года. При прохождении кометой орбиты Марса её относительная скорость составила 56 км/с. Диаметр ударного кратера в случае столкновения был бы примерно в десять раз больше ядра кометы. Диаметр ядра оценивается в диапазоне от 8 до 50 километров. Из наблюдений Леонида Еленина на 27 февраля 2013 года вытекало, что комета могла пройти на расстоянии 0,000276 а. е. (41 000 км) от центра Марса.
В августе 2013 года НАСА опубликовало новые данные, согласно которым столкновение кометы C/2013 A1 с Марсом маловероятно. Размер комы — газовой оболочки вокруг ядра кометы — должен превысить 100 тыс. километров, а это значит, что кома могла затронуть газовую оболочку Марса. Американский межпланетный зонд MAVEN, который вышел на орбиту вокруг Марса за месяц до максимального сближения планеты с кометой, смог бы детально исследовать влияние кометы на марсианскую атмосферу.

## Наблюдения кометы

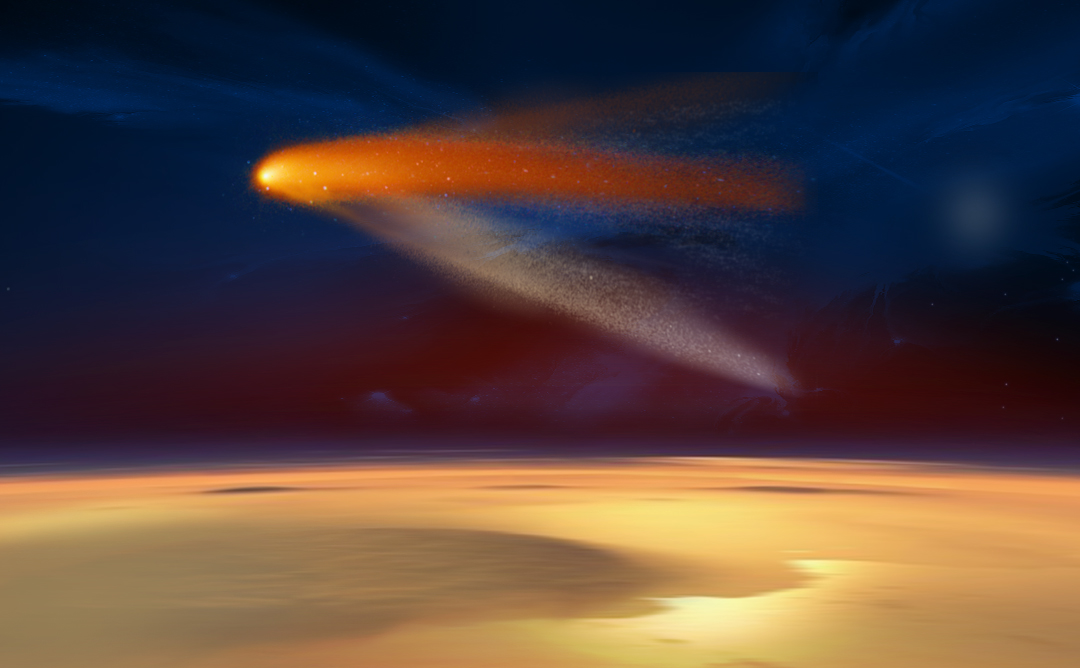
Комета C/2013 A1 над Марсом в представлении художника

По оценке Леонида Еленина, после 499 измерений с 4 октября 2012 года по 23 декабря 2013 года, минимальное расстояние до центра Марса составит при сближении 143 317 ± 1600 км, а яркость кометы на марсианском небе может составить −7,5m.
11 марта 2014 года космический телескоп Хаббл обнаружил у кометы две струи пыли, исходящие из ядра в противоположных направлениях. Диаметр комы был оценён астрономами примерно в 19 тыс. км.
По уточнённым данным на август 2014 года видимая звёздная величина кометы на Марсе в момент сближения 19 октября 2014 года составил бы −6m.
19 октября 2014 года комета прошла на расстоянии 140 тыс. км от поверхности Марса. Во время пролёта орбитальные спутники Марса обнаружили, что кометная пыль состоит из магния, железа, натрия, калия, марганца, никеля, хрома и цинка. Диаметр ядра кометы был оценён в 400—700 метров, подтвердив ранее полученные результаты. Период вращения ядра составляет восемь часов.
За несколько дней до сближения C/2013 A1 с Марсом на Солнце произошла мощная вспышка, породившая мощный корональный выброс. Выброс достиг Марса в тот момент, когда хвост кометы начал проходить через атмосферу красной планеты и продолжал «бомбардировать» Марс мощным потоком заряженных частиц на протяжении полутора суток после сближения Марса и кометы. Солнечный ветер унёс большую часть водяных паров, пыли и газа кометы C/2013 A1 ещё до того, как они успели попасть в нижние слои атмосферы Марса.

## Галерея

Анимация из двух снимков с разной экспозицией, снятая марсоходом Оппортьюнити 19 октября 2014 года на расстоянии 139 500 км[11]
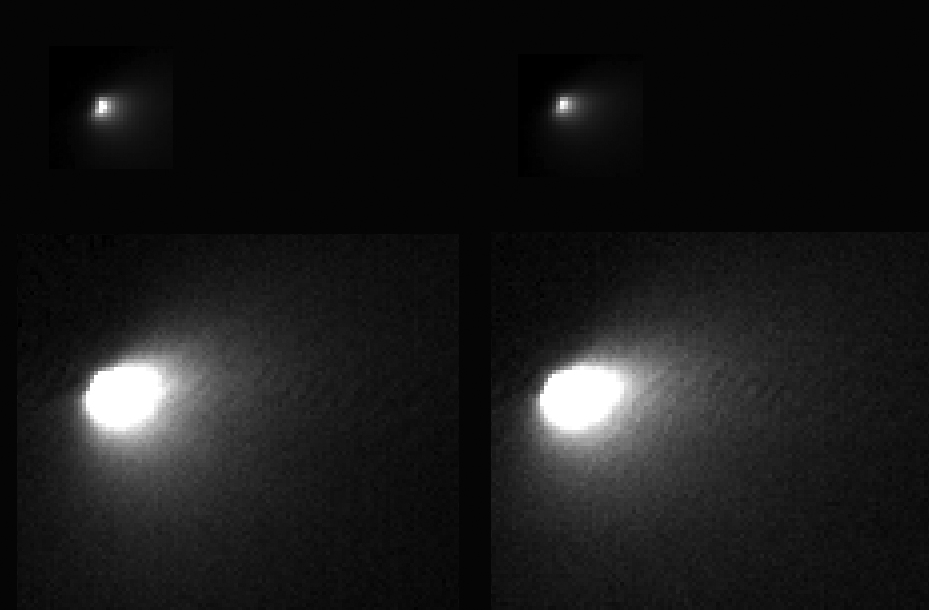
Изображения кометы, полученные с разницей в 9 минут при помощи камеры HiRISE искусственного спутника Mars Reconnaissance Orbiter 19 октября 2014 года с расстояния в 138 000 км. Нижние изображения - процесс постобработки с увеличением яркости. Разрешение 138 метров на пиксель
Анимация из серии кадров, снятых марсоходом Кьюриосити при помощи камеры Mastcam[13] 19 октября 2014 года в момент прохождения кометы вблизи Марса. 10 кадров с экспозицией 25 секунд каждый[14]